# Twisted Metal (série télévisée)
 (août 2025).
Si vous disposez d'ouvrages ou d'articles de référence ou si vous connaissez des sites web de qualité traitant du thème abordé ici, merci de compléter l'article en donnant les références utiles à sa vérifiabilité et en les liant à la section « Notes et références ».
Twisted Metal est une série télévisée américaine créée par développée par Rhett Reese, Paul Wernick et Michael Jonathan Smith et diffusée aux États-Unis sur Peacock depuis le 27 juillet 2023. Basée sur la franchise de jeux vidéo de combat véhiculaire[Laquelle ?] publiée par Sony Interactive Entertainment, la série met en vedette Anthony Mackie, Stephanie Beatriz, Joe Seanoa, Will Arnett, Thomas Haden Church et Anthony Carrigan.

## Synopsis
Situé dans un futur post-apocalyptique, le monde est tombé dans le chaos après qu'un événement mystérieux connu sous le nom de "The Fall" ait laissé des villes en ruines et des autoroutes patrouillées par des criminels et des seigneurs de guerre. John Doe, un laitier amnésique avec un passé mystérieux, a une chance d'échapper à sa vie dangereuse. Il doit livrer un paquet cryptique à travers le Wasteland sans loi, rencontrant des personnages excentriques et des défis mortels en cours de route, y compris Sweet Tooth, un clown tueur qui parcourt les routes dans un camion de crème glacée.

## Distribution
- Anthony Mackie (VF : Jean-Baptiste Anoumon) : John Doe
- Stephanie Beatriz (VF : Ingrid Donnadieu) : Quiet
- Joe Seanoa : Sweet Tooth
- Thomas Haden Church (VF : David Krüger) : agent Stone
- Mike Mitchell (en) (VF : Jérémy Bardeau) : Stu
- Anthony Carrigan : Calypso

## Production
Le projet a été lancé en mai 2019 par PlayStation Productions et Sony Pictures Television. En février 2022, Peacock a commandé une saison complète. Le tournage, qui s’est déroulé à La Nouvelle-Orléans, s’est tenu entre mai et août 2022. La série a été mise en ligne sur Peacock le 27 juillet 2023, avec ses 10 épisodes disponibles dès la sortie,.
Parmi les producteurs exécutifs figurent Will Arnett, Rhett Reese, Michael Jonathan Smith et Paul Wernick. Le budget de production est estimé à environ 45 millions de dollars.
Le 7 décembre 2023, Peacock a annoncé le renouvellement de la série pour une deuxième saison,,.

## Réception
D’après Metacritic, la série a obtenu un score de 53 sur 100. Sur Rotten Tomatoes, elle affiche une note de 68%. Aux Game Awards 2023, elle a été sélectionnée dans la catégorie « Meilleure adaptation ». Deux semaines après sa sortie, elle est devenue la comédie la plus visionnée de l’histoire de Peacock. Selon les chiffres de Nielsen, elle faisait partie des séries en streaming les plus populaires, totalisant 400 millions de minutes regardées durant le week-end suivant son lancement.